# Universo Treviso Basket 2023-2024
Questa voce raccoglie le informazioni riguardanti l'Universo Treviso Basket nelle competizioni ufficiali della stagione 2023-2024.

## Stagione
La stagione 2023-2024 dell'Universo Treviso Basket sponsorizzata NutriBullet, è la 5ª nel massimo campionato italiano di pallacanestro, la Serie A.
Per la composizione del roster si decise di confermare la formula con 6 giocatori stranieri senza vincoli.

## Roster
Aggiornato al 27 agosto.
| NutriBullet Treviso 2023-24 | NutriBullet Treviso 2023-24 |
| Giocatori                   | Staff tecnico               |
| --------------------------- | --------------------------- |

| N. | Naz.                   | Ruolo | Nome                   | Anno | Alt.   | Peso   |  |
| -- | ---------------------- | ----- | ---------------------- | ---- | ------ | ------ |  |
| 0  | Stati Uniti (bandiera) | P     | Ky Bowman              | 1997 | 185 cm | 85 kg  |  |
| 1  | Stati Uniti (bandiera) | PG    | Deishuan Booker        | 1996 | 191 cm | 77 kg  |  |
| 4  | Italia (bandiera)      | G     | Alberto Pellizzari     | 2005 | 189 cm |        |  |
| 4  | Italia (bandiera)      | G     | Enrico Tadiotto        | 2005 | 189 cm |        |  |
| 6  | Italia (bandiera)      | P     | Alessandro Zanelli (C) | 1992 | 188 cm | 78 kg  |  |
| 7  | Stati Uniti (bandiera) | G     | D'Angelo Harrison      | 1993 | 193 cm | 92 kg  |  |
| 9  | Italia (bandiera)      | AP    | David Torresani        | 2005 | 190 cm | 80 kg  |  |
| 9  | Italia (bandiera)      | AG    | Giovanni De Marchi     | 2005 | 200 cm |        |  |
| 10 | Italia (bandiera)      | G     | Leonardo Faggian       | 2004 | 194 cm | 92 kg  |  |
| 12 | Stati Uniti (bandiera) | P     | Justin Robinson        | 1995 | 175 cm | 79 kg  |  |
| 13 | Stati Uniti (bandiera) | GA    | James Young            | 1995 | 198 cm | 98 kg  |  |
| 15 | Italia (bandiera)      | AG    | Francesco Scandiuzzi   | 2004 | 202 cm |        |  |
| 23 | Italia (bandiera)      | AG    | Andrea Mezzanotte      | 1998 | 207 cm | 98 kg  |  |
| 25 | Stati Uniti (bandiera) | AG    | Terry Allen            | 1993 | 203 cm | 109 kg |  |
| 29 | Senegal (bandiera)     | C     | Gora Camara (F)        | 2001 | 214 cm | 114 kg |  |
| 31 | Lituania (bandiera)    | A     | Osvaldas Olisevičius   | 1993 | 200 cm | 92 kg  |  |
| 33 | Stati Uniti (bandiera) | C     | Pauly Paulicap         | 1997 | 203 cm | 94 kg  |  |
| -  | Italia (bandiera)      | P     | Pietro Iacopini        | 2005 |        |        |  |
| -  | Italia (bandiera)      | G     | Tommaso Spinazzè       | 2006 |        |        |  |

| Allenatore                                                                                   |
| - Francesco Vitucci                                                                          |
| Assistente/i                                                                                 |
| - Mattia Consoli - Alberto Morea Legenda - (C) Capitano - (IN) Inattivo - Infortunato Roster |

## Mercato

### Sessione estiva
| Acquisti | Acquisti          | Acquisti          | Acquisti      | Acquisti |
| R.       | Nome              | da                | Modalità      |          |
| -------- | ----------------- | ----------------- | ------------- | -------- |
| P        | Ky Bowman         | N.B. Brindisi     | svincolato    |          |
| PG       | Deishuan Booker   | Hap. Galil Elyon  | svincolato    |          |
| G        | James Young       | Kolossos Rodi     | svincolato    |          |
| G        | D'Angelo Harrison | N.B. Brindisi     | svincolato    |          |
| GA       | Alvise Sarto      | Monferrato Basket | fine prestito |          |
| AG       | Andrea Mezzanotte | Aquila Trento     | svincolato    |          |
| AG       | Terry Allen       | Le Portel         | svicolato     |          |
| C        | Pauly Paulicap    | Anorthōsis        | svincolato    |          |
| C        | Gora Camara       | Virtus Bologna    | prestito      |          |

| Cessioni | Cessioni           | Cessioni             | Cessioni       | Cessioni |
| R.       | Nome               | a                    | Modalità       |          |
| -------- | ------------------ | -------------------- | -------------- | -------- |
| P        | Ike Iroegbu        | Girona               | fine contratto |          |
| G        | Adrian Banks       | Fortitudo Bologna    | opzione uscita |          |
| G        | Mikk Jurkatamm     | Kalev/Cramo          | fine contratto |          |
| G        | Enrico Vettori     | Rucker SanVe         | prestito       |          |
| GA       | Alvise Sarto       | Sebastiani Rieti     | fine contratto |          |
| AP       | Hugo Invernizzi    | Strasburgo           | fine contratto |          |
| AG       | Mikael Jantunen    | Paris                | opzione uscita |          |
| AG       | Paulius Sorokas    | Metropolitans 92     | opzione uscita |          |
| C        | Alessandro Simioni | Rinascita B. Rimini  | fine contratto |          |
| C        | Octavius Ellis     | Uralmaš Ekaterinburg | fine contratto |          |

### Dopo l'inizio della stagione
| Acquisti | Acquisti             | Acquisti             | Acquisti         | Acquisti   |
| R.       | Nome                 | da                   | Data             | Modalità   |
| -------- | -------------------- | -------------------- | ---------------- | ---------- |
| P        | Justin Robinson      | Merkezefendi Denizli | 21 novembre 2023 | svincolato |
| A        | Osvaldas Olisevičius | Pall. Reggiana       | 21 novembre 2023 | svincolato |

| Cessioni | Cessioni        | Cessioni     | Cessioni         | Cessioni    |
| R.       | Nome            | a            | Data             | Modalità    |
| -------- | --------------- | ------------ | ---------------- | ----------- |
| PG       | Deishuan Booker | Hapoel Eilat | 29 novembre 2023 | rescissione |
| AP       | James Young     | Pall. Varese | 29 novembre 2023 | rescissione |